# Enzim de restricció
Els enzims de restricció són enzims que tallen ADN específicament per una seqüència concreta. Són presents en procariotes els quals els utilitzen com a sistema de defensa contra l'entrada d'ADN estrany. Per tal que no degradin l'ADN propi, cada enzim de restricció té associada una metilasa: aquesta reconeix la mateixa seqüència que l'enzim de restricció i el metila, cosa que evita que l'enzim de restricció el degradi.

## Tipus d'enzims de restricció
Hi ha 3 tipus d'enzims de restricció:
- Tipus I i III → enzim de restricció i metilasa units en el mateix polipèptid.
- Tipus II → la metilasa i l'enzim de restricció són en polipèptids diferents.

Els del tipus II reconeixen una seqüència específica i tallen gairebé sempre a dins de la seqüència (o bé molt a prop).
Els del tipus I i III pot ser que tallin en un punt molt llunyà i bastant a l'atzar de la seqüència específica que reconeixen. És per tot això que in vitro s'utilitzen les de tipus II.
Per afegir grups metil, a la metilasa li cal un donador de CH3 que és la S-adenosil metionina (SAM).
La seqüència reconeguda sol ser palindròmica i de 4 – 6 nucleòtids. (les Tipus II reconeixen sempre palíndroms).
P.ex:
P-5' GAATTC 3'-OH
OH -3'CTTAAG 5'-P

## Nomenclatura dels enzims de restricció
Solen constar de 3 o 4 lletres, més a vegades d'un número romà. Per exemple:
EcoRI Eco → E. coli
R → soca: RY13
I → ordre de descobriment de l'enzim en la mateixa soca
Hi ha enzims que reconeixen la mateixa seqüència i tallen pel mateix lloc però tenen noms diferents. S'anomenen isoesquisòmers. El que solen tenir diferent és el sistema de metilació. Metilen bases diferents.Msp I i Hpa II, per exemple, es diuen diferent per què procedeixen de diferents microorganismes.

## Tipus d'extrems
Els enzims de restricció poden generar dues menes d'extrems:
El tractament en laboratori serà diferent segons com acabin. A vegades el que es fa és complementar (amb el fragment de Klenow) o tallar (amb polimerasa T4 o T7) els cohesius perquè siguin roms o enllaçar linkers als roms perquè siguin cohesius.

## Sistemes de restricció-modificació (M-R)
El sistema de restricció-modificació (M-R) és utilitzat in vivo per bacteris per a protegir-se d'atacs d'ADN exògens (normalment vírics) que s'introdueixen al bacteri, eliminant les seqüències alienes al genoma d'aquestes. L'ADN propi no pateix deleció per part dels enzims de restricció de l'organisme que les produeix, atès que prèviament ha estat modificat per metilació a través de l'acció d'una metiltransferasa, enzim que transferiex grups metil des de S-adenosil-metionina (SAM) a bases específiques. Aquest sistema va ser descobert el 1968, com a resultat d'una sèrie d'estudis sobre la infecció del fag l en dues soques diferents d'Escherichia coli (les anomenades soques “K12” i “B”). Aquest sistema consta de dues parts:
- Restricció: Aquest sistema permet al bacteri protegir-see de DNA exògens per evitar la “promisquïtat” en els bescanvis genètics. Això li confereix immunitat enfront a bacteriòfags capaços de posar en perill la individualitat genètica o fins i tot la vida del bacteri, cosa que es fa mitjançant talls amb endonucleases de restricció als DNA exògens que entren al bacteri.
- Modificació: Consisteix en la introducció de grups metil (CH₃-) a determinades bases dins de determinades seqüències de l'ADN, la qual cosa està catalitzat per una metilasa específica.

Existeixen diversos mecanismes d'acció generals d'aquests sistemes, d'entre els quals destaquen el tipus I i el tipus II:
- M-R tipus I: Van ser els primers a ser descrits. Els caracteritza el fet que les activitats de modificació i les de restricció estan produïdes per un complex multiproteic, que realitza els dos tipus d'activitats. Algunes característiques són:

- Reconeixen seqüències relativament grans que no presenten simetries.

- L'activitat de restricció (de les subunitats R) talla lluny del lloc de reconeixement (de l'ordre d'uns 1000 pb), i en llocs inespecífics.

- La restricció requereix d'ATP.

- L'activitat metilasa del complex usa S-adenosil-metionina (SAM) com donador dels grups metil.

- M-R tipus II: Aquí cada subunitat del dímer reconeix la mateixa seqüència, present en cadascuna de les parts especulars del palíndrom, i realitza un tall en un lloc específic, que òbviament té el seu corresponent en l'altra cadena de l'altra meitat del palíndrom. Més de la tercera part de les soques bacterianes presenten com a mínim un sistema M-R de tipus II. Moltes d'elles són codificats a partir de gens situats en plàsmids. Algunes característiques que té aquest mecanisme són:

- Les dues activitats les fan dues protëïnes distintes que no formen complexes multiproteics.

- No utilitzen ATP. Només necessiten ions Mg++ per funcionar. La metilasa usa SAM com donador de metils.

- Cada membre de la parella de modificació i restricció reconeix la mateixa seqüència específica d'ADN.

- El lloc de reconeixement consta de 4 o 6 pb que constitueixen una seqüència palindròmica.

- La metilasa acostuma a ser una proteïna monomèrica, que introdueix grups metil en una A o en una G (segons quina sigui la metilasa), en ambdues cadenes, dins del lloc de reconeixement.

- L'enzim de restricció acostuma a ser una proteïna formada per dues subunitats del mateix tipus, ensamblades simètricament.